# 다닐 샤프란

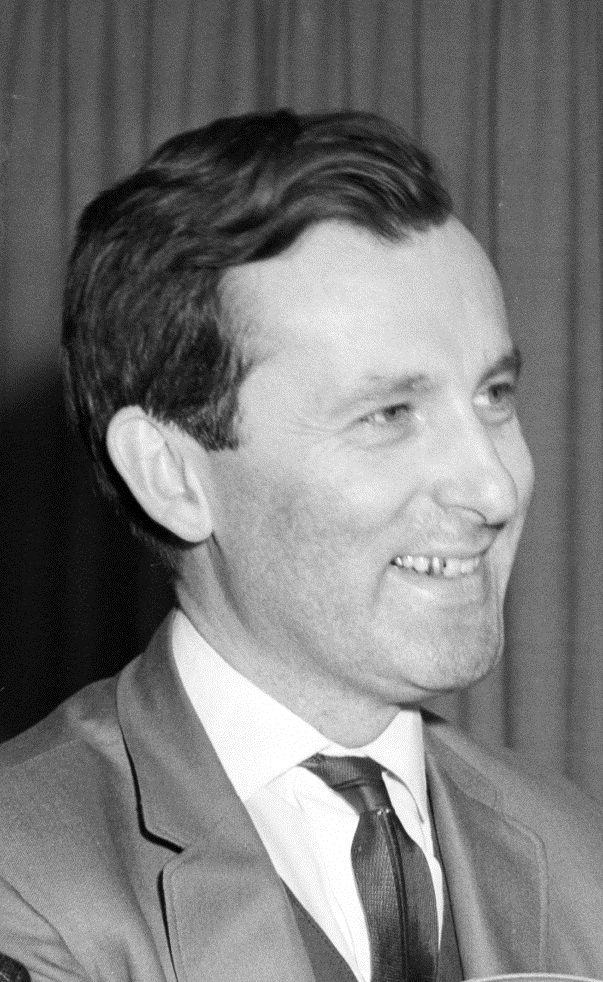

다닐 샤프란(러시아어: Даниил Борисович Шафран, 1923년 1월 13일~1997년 2월 7일)은 소련의 첼리스트이다.
샤프란은 솔리스트로서 경력을 쌓았고 매우 광범위하게 녹음했다. 그의 레퍼토리에는 주요 협주곡, 첼로와 피아노를 위한 음악, 솔로 첼로 레퍼토리가 포함되어 있다. 높은 음역에서 그의 놀라운 기술은 그가 원래의 음정에서 광범위한 바이올린 작품을 연주할 수 있게 해주었다. 그는 또한 첼로 레퍼토리를 풍부하게 하기 위해 노력했으며 다른 악기를 위한 작품의 편곡을 만들고 연주했다. 그러나 그는 소련과 동구권 외부를 거의 여행하지 않았고 거의 모든 녹음이 Melodiya 레이블을 위한 것이었기 때문에 그의 국제적 명성은 매우 제한적이었다.
1950년에 샤프란은 모스크바로 이주하여 오랫동안 의지해 온 가족과 스승으로부터 그를 분리시켰다. 이 사건으로 인해 그에게 예술적 위기가 닥쳤다. 그의 초기 경력은 자신의 관찰에 따르면 "다소 어려웠다. 내가 실수를 저질렀지만 이건 당연한 일"이라고 말했다. 많은 신동들과 마찬가지로 샤프란은 성숙한 예술가로 발전해야 했으며, 그의 첫 번째 아내이자 리사이틀 파트너인 니나는 이 점에서 그를 크게 도왔고 그가 과거와 단절하고 실험할 공간을 찾도록 격려했다.